# Reprezentacja Szwecji w piłce wodnej mężczyzn
Reprezentacja Szwecji w piłce wodnej mężczyzn – zespół, biorący udział w imieniu Szwecji w meczach i sportowych imprezach międzynarodowych w piłce wodnej, powoływany przez selekcjonera, w którym mogą występować wyłącznie zawodnicy posiadający obywatelstwo szwedzkie. Za jej funkcjonowanie odpowiedzialny jest Szwedzki Związek Pływacki (SSF), który jest członkiem Międzynarodowej Federacji Pływackiej.

## Historia
W 1908 reprezentacja Szwecji rozegrała swój pierwszy oficjalny mecz na igrzyskach olimpijskich.

## Udział w turniejach międzynarodowych

### Igrzyska olimpijskie
Reprezentacja Szwecji 8 razy występowała na Igrzyskach Olimpijskich. W 1912 zdobyła srebrne medale.

### Mistrzostwa świata
Dotychczas reprezentacji Szwecji żadnego razu nie udało się awansować do finałów MŚ.

### Puchar świata
Szwecja żadnego razu nie uczestniczyła w finałach Pucharu świata.

### Mistrzostwa Europy
Szwedzkiej drużynie 15 razy udało się zakwalifikować do finałów ME. Została wicemistrzem w 1926, 1947 i 1950 roku.